# Victor Tardieu
Victor Tardieu (Orliénas, França, 30 d'abril de 1870 - Hanoi, Vietnam, 12 de juny de 1937) fou un pintor francès.
El 1887 ingressà en l'Escola de Belles Arts de Lió. Dos anys després, continuà la seua formació en l'Académie Julian, i a partir de l'octubre de 1890 en l'Escola de Belles Arts de París i en els tallers de Léon Bonnat i d'Albert Maignan fins al 1894. Al mateix temps pintà un bon nombre d'esbossos per al taller de vitralls de Félix Gaudin. El 1902 obtingué el primer premi nacional en l'exposició de la Société des Artistes Français, dotat amb una beca per a viatjar per Europa. Aquest mateix any es casà amb l'arpista Caroline Luigini, filla del compositor Alexandre Luigini, amb la qual tingué un fill, Jean, que amb el temps esdevingué un important poeta. Participà voluntari en la Primera Guerra Mundial com a assistent mèdic en un hospital de campanya, sense deixar de pintar. El 1921 s'instal·là a Hanoi, on va pintar per a l'amfiteatre de la universitat un gran mural d'estil clàssic de 180 m² representant la societat de l'època, amb més de dos-cents personatges rellevants, tant d'Occident com d'Orient, i un altre per a la sala de lectura de la Biblioteca Central. En aquesta ciutat fundà el 1925, amb el seu amic i també pintor Nguyen Nam Son, l'Escola de Belles Arts del Vietnam, i en fou el director fins a la seua mort. Es conserven obres seues al Museu de Belles Arts de Lió, al de Belles Arts de Rennes, al de l'Exèrcit de París i al Florence Nightingale de Londres.